# Metadiaptomus
Metadiaptomus é um género de crustáceo da família Diaptomidae.
Este género contém as seguintes espécies:
- Metadiaptomus capensis
- Metadiaptomus purcelli